# Adolf Anderssen
Karl Ernst Adolf Anderssen (* 6. Juli 1818 in Breslau; † 13. März 1879 ebenda) war ein deutscher Schachspieler und -komponist. Er gilt als einer der stärksten Schachspieler des 19. Jahrhunderts weltweit.

## Leben
Anderssen wurde als Sohn des Breslauer Kaufmanns August Heinrich Anderssen und Elisabeth Caroline geb. Schenck geboren. In der Haupt- und Pfarrkirche St. Elisabeth in Breslau wurde er am 19. Juli 1818 getauft. Mindestens in den Jahren 1820 bis 1822 führte August Heinrich Anderssen laut den Schlesischen Instantien-Notizen eine Schnitt- und Modewarenhandlung. Er gab sie vermutlich vor 1824 auf, da er dann nicht mehr dort aufgeführt wird. Bei Anderssens Aufnahme in das Elisabet-Gymnasium am 30. September 1830 wurde sein Vater August Heinrich als Privatlehrer bezeichnet. Sein Entlassungszeugnis vom 22. Mai 1838 führt den Vater wiederum als Buchhalter.
Obwohl Anderssen das Schachspiel schon mit neun Jahren in seinem Elternhaus von seinem Vater erlernte, dauerte es lange Zeit, bis sich sein Talent völlig entfaltet hatte. Insbesondere während seiner Gymnasial- und Studienzeit (er studierte Mathematik und Philosophie) in Breslau konnte er sich kaum mit anspruchsvollen Gegnern messen. In dieser Zeit verfasste er 60 Schachprobleme, die 1842 unter dem Titel Aufgaben für Schachspieler in Breslau veröffentlicht wurden.
Im Jahre 1851 entsandte ihn die Berliner Schachgesellschaft zum internationalen Turnier anlässlich der Weltausstellung nach London, das er zum allgemeinen Erstaunen der Schachwelt gewinnen konnte. Eine außerhalb des Turniers gespielte Partie gegen Lionel Kieseritzky ist bis in die heutige Zeit als Unsterbliche Partie bekannt. Zu einem Wettkampf mit dem die Schachszene beherrschenden britischen Meister Howard Staunton kam es in der Folge nicht. Im Jahr darauf spielte er in Berlin eine weitere berühmte Partie: Gegen Jean Dufresne gewann er die Immergrüne Partie.
Anderssen war kein Berufsschachspieler, sondern verdiente seinen Lebensunterhalt als Professor für Mathematik und deutsche Sprache am Friedrichs-Gymnasium in Breslau. Nur während der Ferien nahm er an Schachturnieren teil. Während der Europareise des amerikanischen Meisters Paul Morphy 1858/59 kam es in Paris zu einem Wettkampf mit ihm, in dem Anderssen sich mit 2:7 bei zwei Remis geschlagen geben musste. Er beschönigte seine Niederlage nicht, sondern gab unumwunden zu, dass mit Morphy das größere Talent gesiegt habet.
Im Jahre 1862 gelang ihm die Wiederholung des Turniersieges in London von 1851. In diesem stark besetzten Turnier belegte der spätere Weltmeister Wilhelm Steinitz den sechsten Rang. Im Sommer 1866 kam es dann zu einem Wettkampf mit Steinitz, in dem Anderssen gegen den Jüngeren mit 6:8 unterlag. Es ist bezeichnend, dass keine der zwischen den Kontrahenten während ihres Schachlebens gespielten Partien unentschieden ausging. Die Gesamtbilanz ihrer Turnier- und Wettkampfpartien lautet 10:9 für Steinitz. Nach Anderssens Tod bezog sich Steinitz auf den genannten Sieg, um sich selbst zum Schachweltmeister zu deklarieren, was niemand bestritt.
Anlässlich eines Turniers zur Feier von Anderssens 50-jährigem Schachjubiläum wurde am 18. Juli 1877 in Leipzig der Deutsche Schachbund gegründet.
Anderssen verstarb am 13. März 1879 gegen 21 Uhr nach einem Schlaganfall in seiner Heimatstadt Breslau und wurde dort auf dem Maria-Magdalenen-Friedhof beigesetzt. Durch Bombenangriffe während des Zweiten Weltkrieges wurde das Grab erheblich beschädigt. Daher veranlasste der polnische Schachverband am 15. April 1957 Anderssens Exhumierung. Die sterblichen Überreste wurden zur Ehrenallee des Friedhofs von Osobowice (Friedhof Oswitz) überführt.
Nach Adolf Anderssen ist auch eine Eröffnung benannt: die »Anderssen-Eröffnung« (1. a2–a3). Mit diesem ungewöhnlichen Zug gewann Anderssen gegen Paul Morphy, Louis Paulsen und andere.
Anderssens beste historische Elo-Zahl war 2744, die er 1870 erreichte. Zwischen 1861 und 1870 lag er mehrfach auf Platz 1 der Weltrangliste.

## Schachkomposition
|   | a | b | c | d | e | f | g | h |   |
| 8 |   |   |   |   |   |   |   |   | 8 |
| 7 |   |   |   |   |   |   |   |   | 7 |
| 6 |   |   |   |   |   |   |   |   | 6 |
| 5 |   |   |   |   |   |   |   |   | 5 |
| 4 |   |   |   |   |   |   |   |   | 4 |
| 3 |   |   |   |   |   |   |   |   | 3 |
| 2 |   |   |   |   |   |   |   |   | 2 |
| 1 |   |   |   |   |   |   |   |   | 1 |
|   | a | b | c | d | e | f | g | h |   |

Nach dem spektakulären Damenopfer

1. Db1–e1! d2xe1D gibt es nach

2. Td8–d4 gegen die Drohung

3. Td4–a4+ Lb5xa4

4. b3–b4+ De1xb4

Lange Zeit vor Erscheinen seiner ersten Partien wurde Anderssens Name durch die Herausgabe seiner Aufgaben für Schachspieler und den damit verbundenen Nachdruck seiner darin enthaltenen Kompositionen in den Schachzeitungen des Auslandes bekannt. Er leitete – für damalige Zeiten noch ungewöhnlich – die Lösung seiner Aufgaben oft mit einem stillen Zuge ein. Er gehörte in der Zeit von 1842 bis 1852 zu den bedeutendsten Schachkomponisten. Von ihm sind etwa 80 Schachaufgaben bekannt.
In seinem Werk Problemschach (1955) ging Herbert Grasemann auf die Bedeutung Anderssens für die Schachkomposition ein, die er als nicht geringer als Anderssens Wettkampferfolge in Partien einschätzte. Laut Grasemann habe Anderssen in seinen Aufgaben den Inhalt der Aufgaben im Vergleich zu frühen Komponisten des 19. Jahrhunderts wie Julius Brede deutlich vertieft und als erster den stillen Schlüsselzug verwendet, während dieser zuvor niemals am Anfang eines Schachproblems gestanden habe. Somit habe Anderssen „das Tor zur modernen Epoche des Schachproblems aufgestoßen“. Zur nebenstehenden Komposition merkte Grasemann an: „Dem bereits den alten Arabern bekannten Schlußspiel ist etwas völlig Neuartiges vorangestellt: das ‚stille‘ Opfer der stärksten Figur gegen umwandlungsbereite Bauern.“

## Liste der Turnier- und Wettkampfergebnisse
| Turnier | Ort               | Ergebnis/Punktezahl | Rang                                                                        |
| 1848 | 1848              | 1848                | 1848                                                                        |
| --- | ----------------- | ------------------- | --------------------------------------------------------------------------- |
| Wettkampf gegen Daniel Harrwitz                                                                                              | Breslau           | 4/8 (+4 =0 −4)      | Unentschieden 4-4                                                           |
| 1851 |                   |                     |                                                                             |
| Internationales Turnier anlässlich der Weltausstellung, Achtelfinalwettkampf gegen Lionel Kieseritzky                        | London            | 2,5/3 (+2 =1 −0)    | Anderssen siegte mit 2,5-0,5                                                |
| Internationales Turnier anlässlich der Weltausstellung, Viertelfinalwettkampf gegen Joszef Szén                              | London            | 4/6 (+4 =0 −2)      | Anderssen siegte mit 4-2                                                    |
| Internationales Turnier anlässlich der Weltausstellung, Halbfinalwettkampf gegen Howard Staunton                             | London            | 4/5 (+4 =0 −1)      | Anderssen siegte mit 4-1                                                    |
| Internationales Turnier anlässlich der Weltausstellung, Finalwettkampf gegen Marmaduke Wyvill                                | London            | 4,5/7 (+4 =1 −2)    | Anderssen siegte mit 4,5-2,5 und galt damit als bester Meister in der Welt. |
| Turnier des London Club | London            | 7/7 (+7 =0 −0)      | 1. Platz                                                                    |
| 1857 |                   |                     |                                                                             |
| 1. Kongress der British Chess Association (BCA)                                                                              | Manchester        | 1/2 (+1 =0 −1)      | Anderssen schied in der 2. Runde gegen Johann Jacob Löwenthal aus.          |
| 1858 |                   |                     |                                                                             |
| Wettkampf mit Paul Morphy | Paris             | 3/11 (+2 =2 −7)     | Morphy gewann 8-3 und galt damit als weltbester Spieler.                    |
| 1861 |                   |                     |                                                                             |
| Wettkampf mit Ignatz von Kolisch                                                                                             | London            | 5/9 (+4 =2 −3)      | Anderssen gewann 5-4                                                        |
| 1862 |                   |                     |                                                                             |
| Internationales Turnier anlässlich der Great London Exposition, zugleich der 5. Kongress der British Chess Association (BCA) | London            | 11,5/13 (+11 =1 −1) | 1. Platz                                                                    |
| Wettkampf mit Louis Paulsen                                                                                                  | London            | 4/8 (+3 =2 −3)      | Unentschieden 4-4                                                           |
| 1864 |                   |                     |                                                                             |
| Wettkampf mit Berthold Suhle                                                                                                 | Berlin            | 4/8 (+3 =2 −3)      | Unentschieden 4-4                                                           |
| 1866 |                   |                     |                                                                             |
| Wettkampf mit Wilhelm Steinitz                                                                                               | London            | 6/14 (+6 =0 −8)     | Steinitz gewann 8-6 und galt fortan als weltbester Spieler.                 |
| 1868 |                   |                     |                                                                             |
| Wettkampf mit Johannes Hermann Zukertort                                                                                     | Berlin            | 8,5/12 (+8 =1 −3)   | Anderssen gewann 8,5-3,5.                                                   |
| 7. Kongress des westdeutschen Schachbundes                                                                                   | Aachen            | 3,5/6 (+3 =1 −2)    | 2. Platz, Anderssen verlor den Stichkampf mit Max Lange                     |
| 1869 |                   |                     |                                                                             |
| 2. Kongress des norddeutschen Schachbundes                                                                                   | Hamburg           | 5,5/7 (+5 =1 −1)    | 1. Platz, Anderssen besiegte Louis Paulsen im Stichkampf                    |
| 8. Kongress des westdeutschen Schachbundes                                                                                   | Barmen            | 5/5 (+5 =0 −0)      | 1. Platz                                                                    |
| 1870 |                   |                     |                                                                             |
| Internationales Turnier | Baden-Baden       | 11/16 (+10 =2 −4)   | 1. Platz                                                                    |
| 1871 |                   |                     |                                                                             |
| Wettkampf mit Johannes Hermann Zukertort                                                                                     | Berlin            | 2/7 (+2 =0 −5)      | Zukertort gewann 5-2.                                                       |
| 9. Kongress des westdeutschen Schachbundes                                                                                   | Krefeld           | 5/7 (+5 =0 −2)      | 2. Platz, nach Stichkampf mit Louis Paulsen und Johannes Minckwitz          |
| 1. Kongress des mitteldeutschen Schachbundes                                                                                 | Leipzig           | 5,5/6 (+5 =1 −0)    | 1. Platz, nach Stichkampf mit Samuel Mieses                                 |
| 1872 |                   |                     |                                                                             |
| 3. Kongress des norddeutschen Schachbundes                                                                                   | Altona            | 3,5/4 (+3 =1 −0)    | 1. Platz                                                                    |
| 1873 |                   |                     |                                                                             |
| Internationales Turnier anlässlich der Weltausstellung                                                                       | Wien              | 19/30 (+17 =4 −9)   | 3. Platz                                                                    |
| 1876 |                   |                     |                                                                             |
| 2. Kongress des mitteldeutschen Schachbundes                                                                                 | Leipzig           | 5,5/7 (+5 =1 −1)    | 1. Platz, nach Stichkampf mit Carl Pitschel und Carl Theodor Göring         |
| Wettkampf mit Louis Paulsen                                                                                                  | Leipzig           | 4,5/10 (+4 =1 −5)   | Paulsen gewinnt mit 5,5-4,5                                                 |
| 1877 |                   |                     |                                                                             |
| Internationales Turnier, die sog. „Anderssen-Feier“                                                                          | Leipzig           | 9,5/12 (+8 =3 −1)   | 2. Platz nach Stichkampf mit Johannes Hermann Zukertort                     |
| Wettkampf mit Louis Paulsen                                                                                                  | Leipzig           | 3,5/9 (+3 =1 −5)    | Paulsen gewann mit 5,5-3,5                                                  |
| 1878 |                   |                     |                                                                             |
| Internationales Turnier anlässlich der Weltausstellung                                                                       | Paris             | 12,5/22 (+11 =3 −8) | 6. Platz                                                                    |
| 12. Kongress des westdeutschen Schachbundes                                                                                  | Frankfurt am Main | 6/9 (+5 =2 −2)      | 3. Platz                                                                    |

## Bekannte Partien
- Anderssen – Kieseritzky, London 1851, die „unsterbliche Partie“
- Anderssen – Dufresne, Berlin 1852, die „immergrüne Partie“
- Anderssen – Lange, Breslau 1859

## Werke
- Aufgaben für Schachspieler, nebst ihren Lösungen. 1. Auflage. J. Urban Kern, Breslau 1842. Digitalisat
  - 2., gänzlich umgearbeitete Auflage. J. Urban Kern, Breslau 1852. Digitalisat